# Dertli Divani
Dertli Divani, auch Dertli Divani Baba, mit bürgerlichem Namen Veli Aykut (* 15. Januar 1962 im Dorf Kisas in Sanliurfa), ist ein türkischer Bağlama-Spieler, Sänger und Dichter aus dem anatolischen Raum.

## Leben
Divani ist als aktiver alevitischer Geistlicher in den Gemeinden in Nurhak und Kisas tätig und setzt sich dafür ein, dass das Alevitentum und seine Traditionen erhalten bleiben. Dafür besucht er in Europa auch alevitische Gemeinden, die im Zuge der Migration verstreut leben.

## Immaterielles Kulturerbe
Die traditionelle alevitische Musik, die kaum mehr praktiziert wird, ist im Jahr 2010 von der UNESCO zum lebendigen Weltkulturerbe erklärt worden.

## Diskografie

### Alben
- 1989: Divane Gönül
- 1992: Diktiğimiz Fidanlar
- 1996: Duaz-ı İmam
- 2000: Ser Çeşme
- 2005: Serçeşme
- 2014: Hakisar
- 2022: İle 30. Yıl